# Sylvia Plischkeová
Sylvia Plischkeová (* 20. července 1977 Plzeň) je bývalá rakouská profesionální tenistka českého původu, která zahájila svou profesionální kariéru v roce 1992 a ukončila ji roku 2002. Během aktivního hraní odehrála 11 zápasů za národní tým ve Fed Cupu, z toho 5 vítězných. Rovněž se zúčastnila Letních olympijských her 2000 v Sydney, na kterých prohrála v 1. kole dvouhry s Italkou Ritou Grandeovou 2–6, 2–6.
Na žebříčku WTA pro dvouhru byla nejvýše klasifikována na 27. místě (1999). Na okruhu WTA vyhrála jeden turnaj ve čtyřhře, na okruhu ITF pak dva ve dvouhře a dva ve čtyřhře.

## Osobní život a kariéra
Narodila se v Plzni roku 1977 Lubomíru a Aleně Plischkeovým. Matka (svobodným jménem Alena Prosková) je bývalou československou výškařkou, která se účastnila Letních olympijských her 1972 v Mnichově. Rodina odjela ze země do Rakouska, když bylo Sylvii Plischke šest let.
S tenisem začala již ve třech letech, později ji trénoval bratr Robert Plischke. Nejsilnějšími údery byly podání a volej. Začala reprezentovat svou novou zemi Rakousko. Postupně se stala mistryní republiky žákyň, juniorek i žen. V roce 1993 získala titul mistryně Evropy ve čtyřhře v kategorii juniorek, ve dvouhře skončila na 3. místě.
V roce 1996 absolvovala střední ekonomickou školu v Innsbrucku. Hovoří německy, anglicky a španělsky.

## Vítězství na okruhu WTA Tour

### Ženská čtyřhra (1)
| Legenda                |
| Kategorie Tier III (1) |

| Č. | Datum             | Turnaj       | Povrch | Spoluhráčka      | Finalistky                      | Výsledek    |
| -- | ----------------- | ------------ | ------ | ---------------- | ------------------------------- | ----------- |
| 1. | 12. listopad 2000 | Kuala Lumpur | tvrdý  | Henrieta Nagyová | Liezel Huberová Vanessa Webbová | 6–4, 7–6(4) |

## Vítězství na okruhu ITF

### Dvouhra (2)
| Č. | Datum           | Turnaj             | Povrch  | Finalistka       | Výsledek      |
| 1. | 10. dubna 1994  | Limoges, Francie   | koberec | Nathalie Guerree | 1–6, 6–4, 6–2 |
| 2. | 27. června 1993 | Záhřeb, Chorvatsko | antuka  | Renata Kochta    | 6–3, 6–0      |

## Umístění na žebříčku WTA ve dvouhře (konec roku)
| Rok      | 1992 | 1993   | 1994   | 1995   | 1996   | 1997   | 1998  | 1999  | 2000  | 2001   | 2002   |
| Umístění | 692. | ▲ 248. | ▲ 227. | ▲ 220. | ▲ 193. | ▲ 114. | ▲ 41. | ▲ 36. | ▼ 53. | ▼ 176. | ▼ 376. |